# شوکا سایتو
شوکا سایتو (انگلیسی: Shuka Saitō؛ ۱۶ اوت ۱۹۹۶ – ) صداپیشه، و خواننده اهل ژاپن بود.